# Jelmidon
Jelmidon (tiếng Ả Rập: جلميدون) là một ngôi làng Syria nằm ở phó huyện Jubb Ramishima ở huyện Masyaf, Hama. Theo Cục Thống kê Trung ương Syria (CBS), Jelmidon có dân số 991 trong cuộc điều tra dân số năm 2004.